# Иванов, Михаил Григорьевич
Михаил Григорьевич Иванов (28 сентября 1909, Сельцо-Потрасово, Смоленская губерния — 31 мая 1981, Майкоп) — директор Майкопской машинно-тракторной станции, Герой Социалистического Труда.

## Биография
Родился 28 сентября 1909 года в деревне Сельцо-Потрасово (ныне — Холм-Жирковского района Смоленской области). Русский.
С 1928 года работал плотником конторы «Теплобетон» в Москве, затем — в «Моспромвентиляции». Принимал участие в строительстве ряда важных объектов первой пятилетки.
В 1931—1933 годах проходил службу в армии. Окончил полковую школу, был командиром отделения.
После демобилизации из армии направлен на Кубань. В 1933—1936 годах был бригадиром, а затем председателем колхоза в станице Анастасиевская (Славянский район Краснодарского края). В 1938 году окончил Краснодарскую высшую коммунистическую сельскохозяйственную школу. Работал заместителем директора и директором Роговской машинно-тракторной станции.
Вновь в армии с 1941 года. Окончил военно-политическое училище.
Участник Великой Отечественной войны. Был заместителем командира роты по политической части и командиром самоходной установки. Участвовал в Курской битве.
В 1946 году демобилизован из армии. В 1946—1958 — директор Майкопской машинно-тракторной станции. По итогам 1947 года план тракторных работ был выполнен на 120 %, на каждый 15-сильный трактор было выработано по 600 гектаров условной пахоты. Все колхозы, обслуживаемые Майкопской МТС, с каждого гектара собрали по 1.600 кг зерновых, а отдельные хозяйства, перешагнув этот рубеж, получили по 1.900-2.000 кг.
За получение в 1947 году в обслуживаемых машинно-тракторной станцией колхозах урожая пшеницы 22,3 центнера с гектара на площади 670,6 гектаров, Указом Президиума Верховного Совета СССР от 6 мая 1948 года Иванову Михаилу Григорьевичу присвоено звание Героя Социалистического Труда с вручением ордена Ленина и золотой медали «Серп и Молот».
Высокое звание Героя Социалистического Труда получили его подчинённые Александр Поляниченко, Михаил Романов и Тимофей Цыганков.
После ликвидации машинно-тракторных станций до 1969 года работал директором Майкопского отделения объединения «Сельхозтехника».
Избирался депутатом Адыгейского областного Совета народных депутатов, а также депутатом Майкопского районного и Майкопского городского Советов народных депутатов.
Жил в городе Майкоп. Умер 31 мая 1981 года. Похоронен на Новом кладбище в Майкопе.
Награждён орденами Ленина, «Знак Почёта», медалями.

## Память

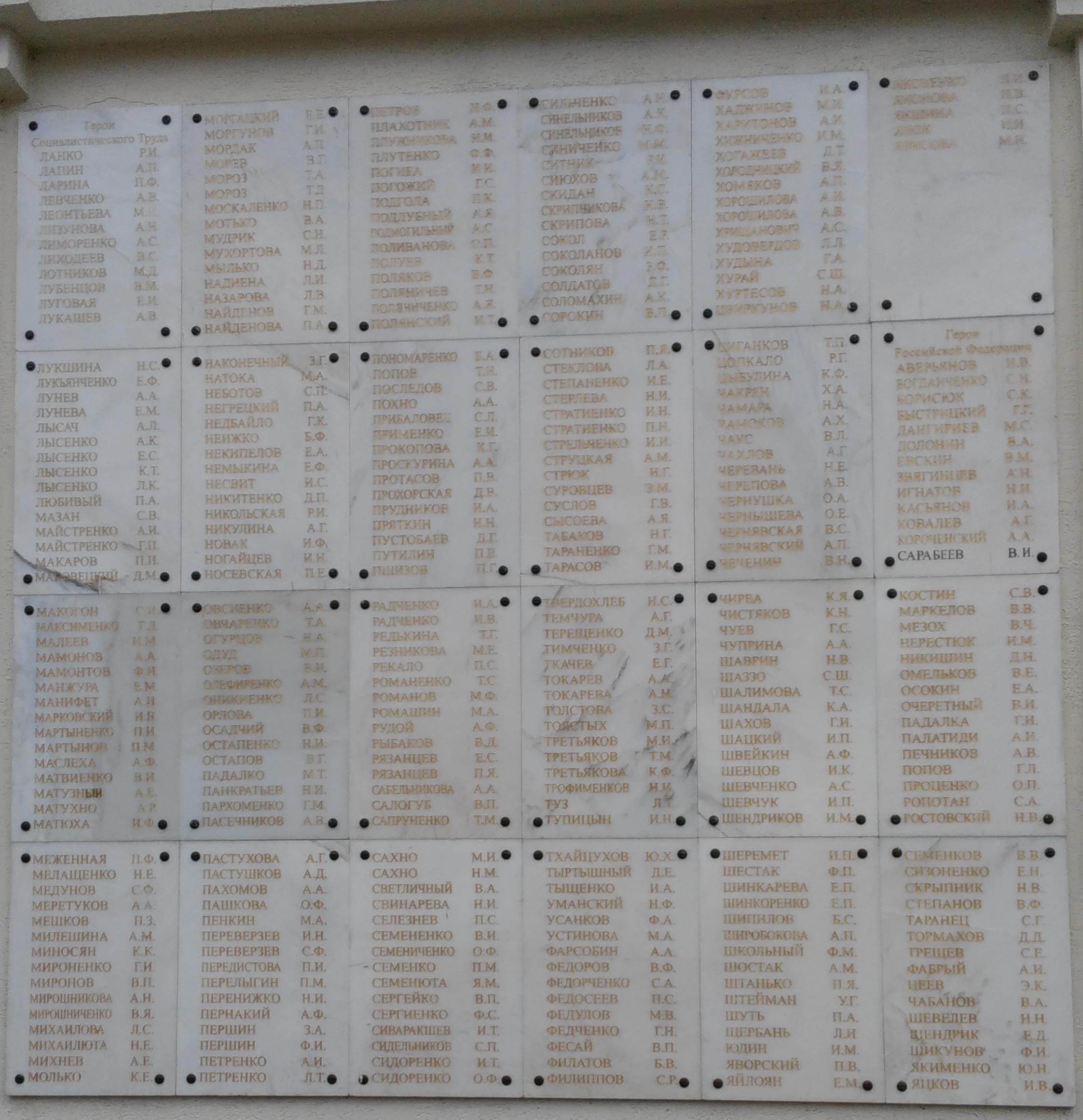
Мемориальная доска с именами Героев Социалистического Труда Кубани и Адыгеи. Краснодар 2017

- На могиле установлен надгробный памятник.
- Имя Героя золотыми буквами вписано на мемориальной доске в Краснодаре.